# Marojala (bướm đêm)
Marojala  là một chi bướm đêm thuộc họ Erebidae.